# Тшебонь (Великопольське воєводство)
Тшебонь (пол. Trzeboń, нім. Ferguson) — село в Польщі, у гміні Лобжениця Пільського повіту Великопольського воєводства.
Населення — 204 особи (2011).
У 1975-1998 роках село належало до Пільського воєводства.

## Демографія
Демографічна структура станом на 31 березня 2011 року:
|          | Загалом | Допрацездатний вік | Працездатний вік | Постпрацездатний вік |
| -------- | ------- | ------------------ | ---------------- | -------------------- |
| Чоловіки | 104     | 20                 | 74               | 10                   |
| Жінки    | 100     | 22                 | 53               | 25                   |
| Разом    | 204     | 42                 | 127              | 35                   |